# Sé quién eres tú
 Sé Quién Eres Tú (English: I Know Who You Are) featuring Su Presencia es el segundo álbum en español de la banda de adoración contemporánea australiana Planetshakers. El álbum fue lanzado el 11 de noviembre de 2016 por Planetshakers Ministries International y el sello Integrity Music. Trabajaron con Joth Hunt en la producción de este álbum.

## Antecedentes
Planetshakers a través de sus redes sociales anunció su álbum en español el 11 de noviembre de 2016. "¡Estamos emocionados de compartir 'Sé Quién Eres Tú' con nuestros hermanos y hermanas hispano-hablantes de todo el mundo!" dijo Russell Evans, fundador y pastor principal de Planetshakers. "¡Y tenemos el honor de trabajar con Su Presencia para lograrlo! Nuestra oración es que estas canciones toquen corazones para Jesús, alentando, fortaleciendo, capacitando y equipando a los cristianos". A diferencia de su primer álbum en español "Nada Es Imposible ", el álbum Sé Quién Eres Tú es interpretado por los cantantes de la banda cristiana colombiana "Su Presencia" y el pastor Danilo Montero, quien participó en el sencillo "#LetsGo". Como productor del álbum, Joth Hunt tenía la misión de dar un sonido particular a cada canción. Es por eso que puso "Come Right Now" un sonido "icónico", como lo llama, para atrapar a las personas desde el principio. Esto se logró con un elevador, un efecto de sonido hecho con un sintetizador, que le permite saber qué canción es tan pronto como suena. Un día, BJ Pridham, un vocalista de Planetshakers, mostró a Joth Hunt, también el vocalista principal y guitarrista de la banda, una canción que se estaba reproduciendo en la radio. Ambos fueron impactados por riffs de bajo funky (una frase musical que a menudo se repite) y algunos elementos de baile. "Sería genial escribir una canción de alabanza como esta", dijeron. "Usamos el sonido y vamos directamente al verso, que se centra en el bajo slap" (técnica en la que las cuerdas del bajo se tocan contra el diapasón), explica Joth Hunt, quien destaca el trabajo de Josh Ham, bajista de la banda, en este sencillo. Henry González, vocalista del ministerio de alabanza "Su Presencia", interpreta Ven Aquí, la versión de "Come Right Now" en español, que fue traducida por los miembros del grupo de Bogotá.

## Promoción
La primera pista del álbum, "Ven Aquí" (con Su Presencia), fue lanzada el 4 de noviembre de 2016 como primer sencillo, cuando comenzó la pre-orden del álbum.

## Premios y reconocimientos
En el 2017, el álbum Sé Quién Eres Tú (featuring Su Presencia) fue nominado para un Dove Awards en la categoría "Álbum en español del año" en la 48a entrega anual de los premios GMA Dove.
Planetshakers (featuring Su Presencia) han sido nominados por los Premios Arpa en el 2016 en la categoría: "Mejor canción en participación" "Sé quién eres tú".

## Listado de canciones

#### Sé Quién Eres Tú[16]
| No.             | Título                                                             | Escritores                                             | Duración |
| --------------- | ------------------------------------------------------------------ | ------------------------------------------------------ | -------- |
| 1.              | "Ven Aquí (Come Right Now)" (featuring Su Presencia)               | Joth Hunt, Brian "BJ" Pridham                          | 3:23     |
| 2.              | "#LETSGO" (featuring Su Presencia)                                 | Sam Evans, Joth Hunt                                   | 4:01     |
| 3.              | "Se Trata De Ti (All About You)" (featuring Su Presencia)          | Joth Hunt                                              | 3:25     |
| 4.              | "Sé Quién Eres Tú (I Know Who You Are)" (featuring Su Presencia)   | Mitch Wong                                             | 3:49     |
| 5.              | "Con Solo Un Toque (Just One Touch)" (featuring Su Presencia)      | Joth Hunt, Brian "Bj" Pridham                          | 6:18     |
| 6.              | "Te Quiero A Ti (I Just Want You)" (featuring Su Presencia)        | Joth Hunt                                              | 4:43     |
| 7.              | "Momentum (Live)" (featuring Su Presencia)                         | Sam Evans, Joth Hunt                                   | 3:44     |
| 8.              | "Nuevo Tiempo (New Era)" (featuring Su Presencia)                  | Josh Ham, Andy Harrison, Joth Hunt, Brian "BJ" Pridham | 3:49     |
| 9.              | "Frente A Frente (Face To Face)" (featuring Su Presencia)          | Steph Ling, Mitch Wong                                 | 5:42     |
| 10.             | "Hogar (Home)" (featuring Su Presencia)                            | Israel Houghton, Brian "Bj" Pridham                    | 5:05     |
| 11.             | "Glorioso Encuentro (Glorious Collision)" (featuring Su Presencia) | Joth Hunt                                              | 3:55     |
| Total duración: | Total duración:                                                    | Total duración:                                        | 47:54    |

## Créditos
Adaptado de AllMusic.
- Juan David Muñoz – voz, productor de voces
- Tuti Vega – voz
- Danilo Montero – voz
- Christy Corson – voz
- Henry Gonzalez – voz
- Diana Julio – voz
- Germán Mariño – voz
- Daniela Reyes – voz
- Germán Malagón – voz
- Juliana Serra – voz
- Cindy Villabón – voz
- Nora Zamora – voz
- Joth Hunt – compositor, percusión, productor
- Samantha Evans – compositora
- Brian "BJ" Pridham – compositor
- Andy Harrison – compositor
- Israel Houghton – compositor
- Mitch Wong – compositor
- Steph Ling – compositor
- Josh Ham – compositor
- Joshua Brown – A&R, artista, productor vocal
- Adrian Thompson – A&R
- Andrés Corson – nota de álbum
- Samuel Rodríguez – nota de álbum
- Timothy Chew – diseño de ilustraciones
- Su Presencia – traducción
- Russell Evans (pastor) – productor ejecutivo
- C. Ryan Dunham – productor ejecutivo, nota de álbum